# Michel Colloz

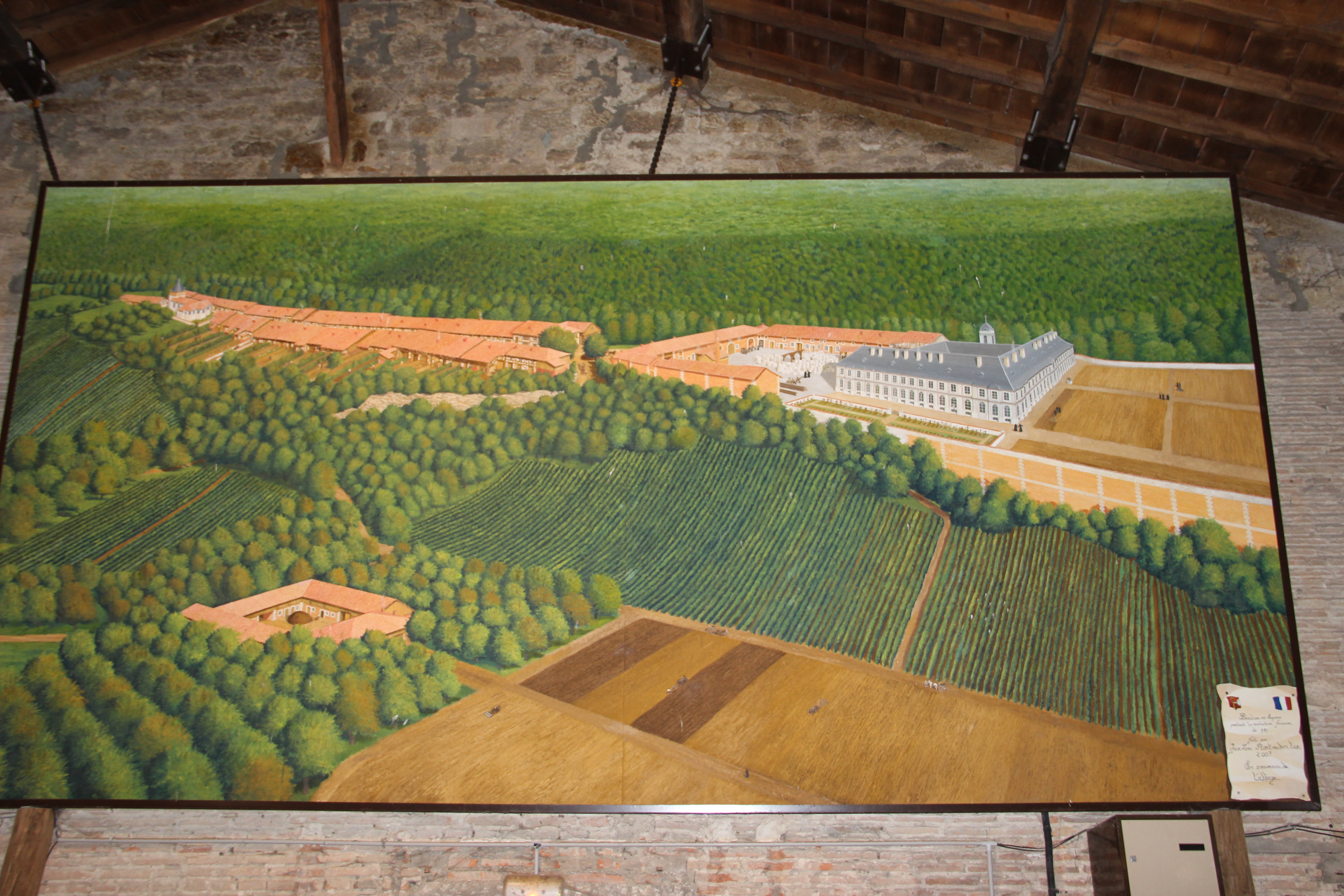
Reconstructie van de Abdij van Beaulieu rechts en het dorp links voor de Franse Revolutie

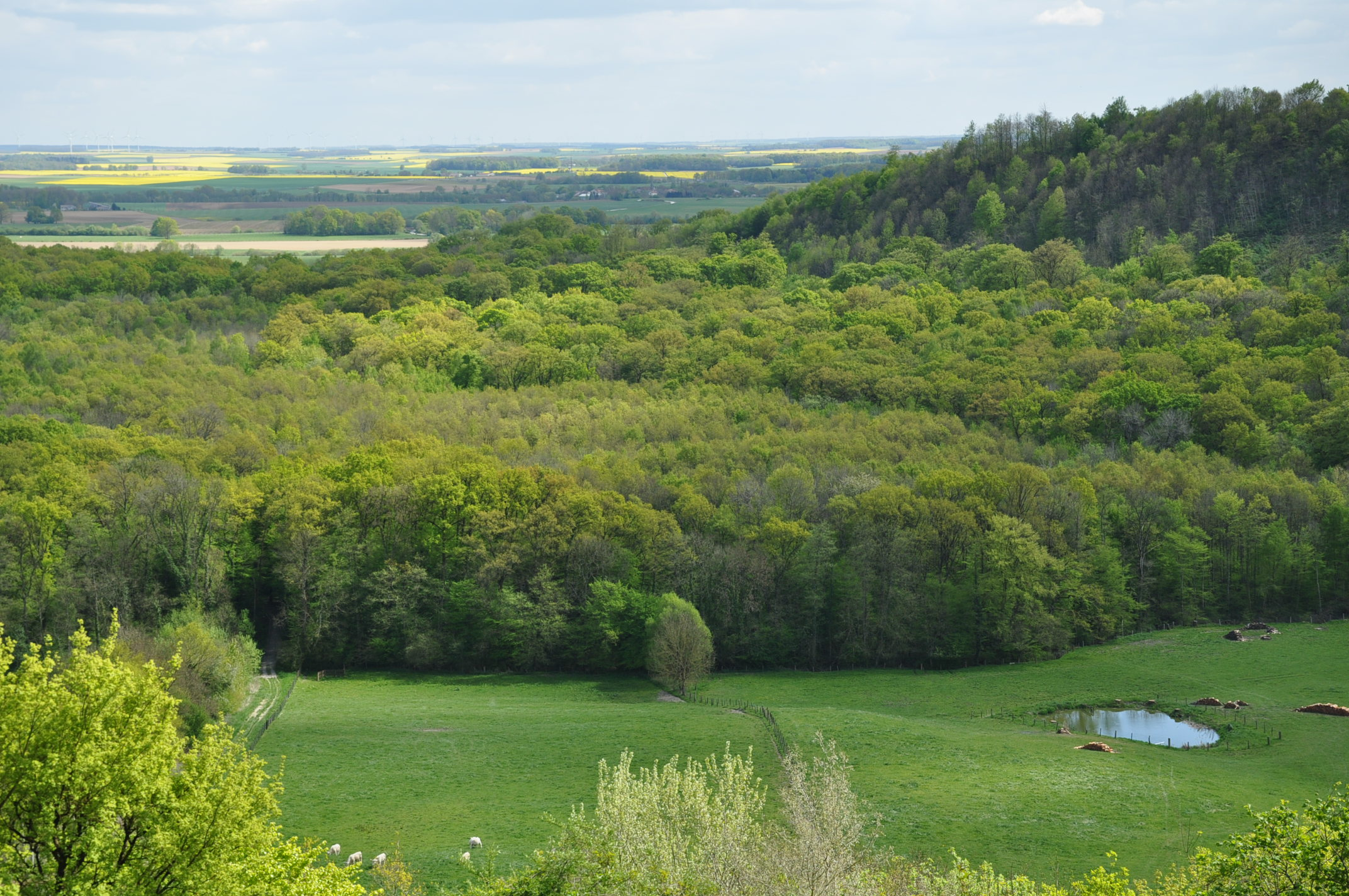
Beaulieu-en-Argonne vandaag

Michel Colloz (Offagne, 1722 – Beaulieu-en-Argonne, 1780) was een benedictijner abt en historicus in de laatste jaren van het ancien régime in het koninkrijk Frankrijk

## Levensloop
Colloz werd geboren in Offagne, in het hertogdom Bouillon. Dit stukje van het Rooms-Duitse Rijk was in Franse handen. Hij trad in in de benedictijnenabdij van Beaulieu. De abdij lag in de provincie Champagne van het Franse koninkrijk en hing kerkelijk af van de bisschoppen van Verdun. Mogelijks begon Colloz zijn carrière in het archief van de abdij.
Colloz werd tot abt verkozen, waarna hij werd aangesproken als Dom Michel. Hij combineerde de functie van abt met werk als historicus. Hij was een van de auteurs, samen met monniken uit Metz, van de Histoire de Metz (6 volumes tussen 1769-1790). Dit was een geschiedkundig werk over het bisdom Metz. Colloz publiceerde verder de Histoire monastique des Gaules. Hier beschreef hij voor vele abdijen in Frankrijk hun verleden. Dit werk is niet bewaard, maar bestaat vandaag nog als citaten in andere boeken.
Daarnaast verzamelde Colloz antiek voor de abdij. Met de Franse Revolutie, na de dood van abt Colloz, ging de abdij in vlammen op.